# リズム0

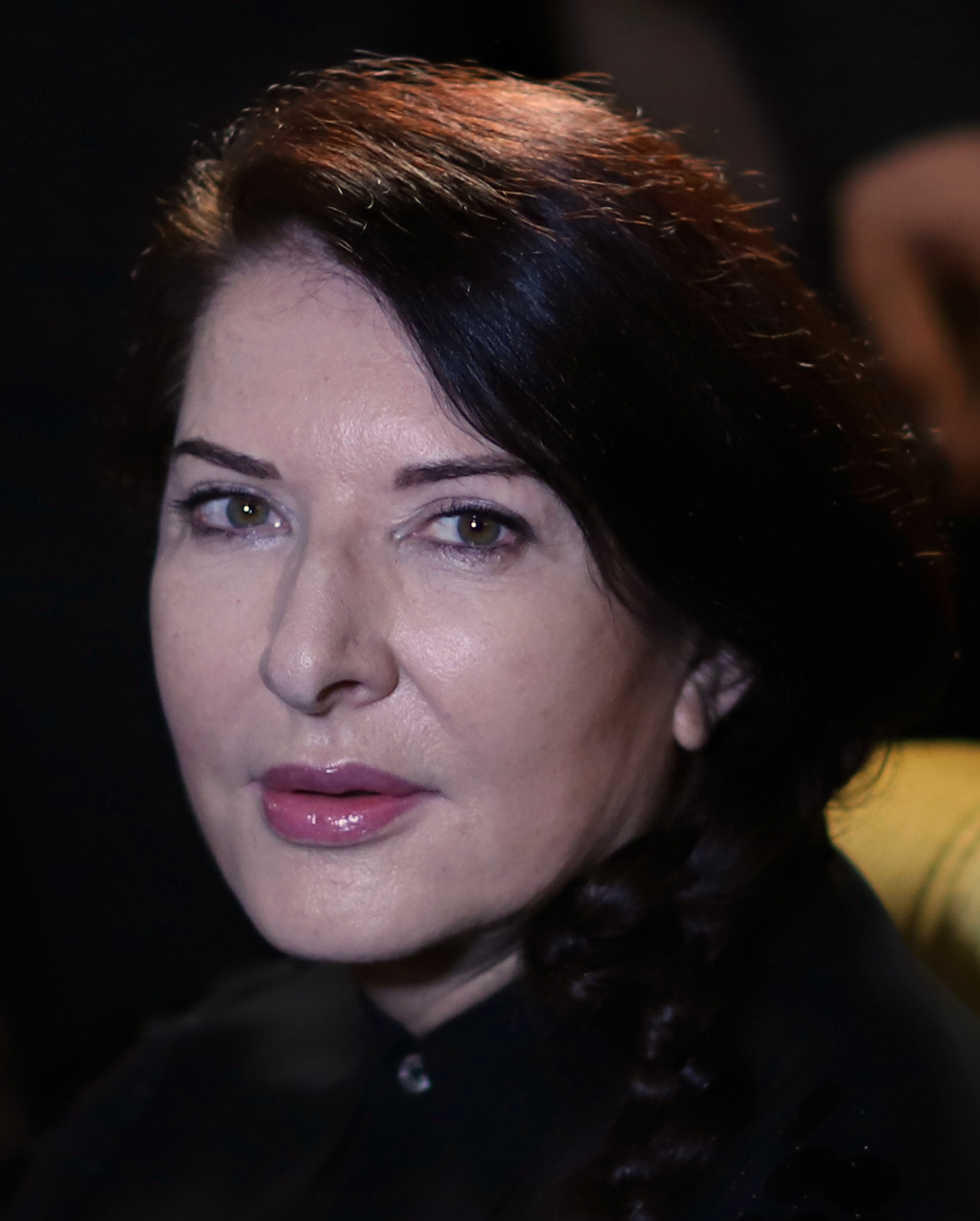
マリーナ・アブラモヴィッチ（2018年）

『リズム0』（リズムゼロ、英語: Rhythm 0）は、ユーゴスラビア出身の芸術家マリーナ・アブラモヴィッチによるパフォーマンスアートである。あらかじめ用意した複数のアイテムを観客に提示し、6時間の間、自分に対して何をしても良いと宣言し、その結果がどうなるかというパフォーマンスであり、アイテムの中には拳銃やナイフなど、身体や生命に影響を及ぼす可能性のあるものも含まれていた。
1973年から1974年にかけて発表された『リズムシリーズ』と呼ばれるアブラモヴィッチの初期の作品群のひとつであり、世界的にその名を知らしめることになったパフォーマンスのひとつである。
『リズム0』のパフォーマンスの後、アブラモヴィッチの頭髪の一部が恐怖により白髪化したと言われている。

## パフォーマンス
『リズム0』は1974年、イタリアナポリにあるStudio Morraで披露された。集まった観客に対し、アブラモヴィッチは、「午後8時から翌2時までの6時間、私は物体となり、テーブルの上にあらかじめ用意した72のアイテムを皆さんは私に対して好きに使用することができます。この期間に起きた全ての責任は私が負います。」としてその身を委ねた。
白い布が掛けられたテーブルの上には大小の鎖、薔薇、ベルト、ロウソク、羽、鞭、ナイフ、ハサミ、拳銃と一発の銃弾といった複数のアイテムが並べられていた。パフォーマンスの様子は出席した美術評論家のトーマス・マクェヴィリーによって綴られている。最初は消極的ながら、観客たちはアブラモヴィッチを振り向かせたり、腕を動かしたり、優しく触れたりとパフォーマンスに参加し始めた。しかしながら、3時間が経過する頃には彼女の衣服は全て切り取られ、4時間目にはその刃物で皮膚を傷付ける者が現れた。乳房には薔薇の花びらが貼り付けられ、腹部には赤い文字が書かれた。様々な性的暴行が加えられるにつれ、参加者は次第に彼女に暴行を加える者と、彼女を保護するよう動く者とに分かれ始めた。銃弾の入った拳銃が彼女に突き付けられたのをきっかけに参加者の間で喧嘩が勃発した。
予定のパフォーマンス時間が経過したことによりアブラモヴィッチが観客に向かって動き始めると、観客たちは怯えて逃走を始めた。
アブラモヴィッチは『リズム0』について、社会のルールから解き放たれた人間が、他人に対してどれだけ攻撃的になるのかを確かめパフォーマンスに落とし込んだとし、「人々は個人的な楽しみのためだけに、他者を殺すことができる」と結論付けた。

## 評価
『リズム0』は2013年にCOMPLEXが発表した『パフォーマンスアートベスト25』に9位でランクインした。現代美術のライター、松下沙織は「アブラモヴィッチと観客の関係性の限界を確かめるために考案された、究極で最も挑戦的なパフォーマンス」と評している。日本女子大学の木村覚は、オノ・ヨーコの『カット・ピース』を過激にしたような作品で、観客が得た快楽とパフォーマーが得た恐怖が比例することを示したと評している。